# Helbi
Helbi – wieś w Estonii, w prowincji Võru, w gminie Meremäe.